# Limey-Remenauville
Limey-Remenauville település Franciaországban, Meurthe-et-Moselle megyében. Lakosainak száma 312 fő (2022. január 1.). Limey-Remenauville Euvezin, Fey-en-Haye, Flirey, Lironville, Mamey, Noviant-aux-Prés, Thiaucourt-Regniéville és Viéville-en-Haye községekkel határos.

## Népesség
A település népességének változása:
| Lakosok száma | 157  | 165  | 192  | 201  | 249  | 269  | 285  | 298  | 303  | 312  |
|               | 1968 | 1982 | 1990 | 2006 | 2013 | 2015 | 2017 | 2019 | 2020 | 2022 |